# Tomoya Suzuki
Tomoya Suzuki (født 19. august 2000) er en japansk fodboldspiller.
Han har spillet for flere forskellige klubber i sin karriere, herunder FC Tokyo.